# Atletismo nos Jogos Olímpicos de Verão da Juventude de 2014 - 100 m masculino
A prova dos 100 metros masculino nos Jogos Olímpicos de Verão da Juventude de 2014 foi disputada entre os dias 21 e 23 de agosto de 2014 no Estádio Olímpico de Nanjing, em Nanquim,  na China. 

## Medalhistas
| Ouro   | ZAM Sydney Siame  |
| Prata  | JPN Kenta Oshima  |
| Bronze | AUS Trae Williams |

## Calendário
Todos os horários são locais (UTC+8).
| Data         | Hora  | Fase         |
| ------------ | ----- | ------------ |
| 21 de agosto | 20:45 | Eliminatória |
| 23 de agosto | 21:20 | Final        |

## Resultados

### Eliminatória
Oito atletas mais rápidos avançaram para a Final A, os outros avançaram para a Final B, C ou D de acordo com seus tempos. 
| Posição | Bateria | Raia | Atleta                    | Resultado | Notas           | Q  |
| ------- | ------- | ---- | ------------------------- | --------- | --------------- | -- |
| 1       | 4       | 6    | AUS Trae Williams         | 10.51     | Recorde pessoal | FA |
| 2       | 4       | 8    | ZAM Sydney Siame          | 10.58     |                 | FA |
| 3       | 1       | 4    | JPN Kenta Oshima          | 10.62     |                 | FA |
| 4       | 2       | 5    | JAM Raheem Chambers       | 10.68     |                 | FA |
| 5       | 3       | 2    | ESP Aitor Same Ekobo      | 10.73     |                 | FA |
| 6       | 4       | 9    | BAH Tyler Bowe            | 10.78     |                 | FA |
| 7       | 2       | 1    | KUW Meshaal Almutairi     | 10.82     |                 | FA |
| 7       | 3       | 6    | DEN Kristoffer Hari       | 10.82     |                 | FA |
| 7       | 1       | 7    | VEN Josneyber Ramírez     | 10.82     |                 | FA |
| 10      | 3       | 7    | TPE Cheng Po-yu           | 10.84     |                 | FB |
| 11      | 2       | 9    | GAM Alieu Joof            | 11.00     |                 | FB |
| 12      | 2       | 2    | PAN Arturo Deliser        | 11.03     |                 | FB |
| 13      | 2       | 7    | ARG Daniel Londero        | 11.04     |                 | FB |
| 14      | 1       | 5    | COL Sergio Adrián Becerra | 11.09     |                 | FB |
| 15      | 1       | 2    | FIJ Keasi Naidroka        | 11.23     |                 | FB |
| 16      | 4       | 3    | LCA Dius Clauzema         | 11.24     |                 | FB |
| 16      | 2       | 8    | LES Lekhotso Letlala      | 11.24     |                 | FB |
| 16      | 1       | 9    | MLI Sekou Traore          | 11.24     |                 | FB |
| 19      | 1       | 8    | USA Jeffrey Uzzell        | 11.27     |                 | FC |
| 20      | 4       | 2    | BRN Mohamed Saad Ghali    | 11.29     |                 | FC |
| 21      | 1       | 6    | PLW Gwynn Uehara          | 11.51     | Recorde pessoal | FC |
| 22      | 4       | 7    | BEN Moussa Abdoulaye      | 11.52     |                 | FC |
| 23      | 3       | 3    | GUI Cheick Camara         | 11.60     |                 | FC |
| 24      | 3       | 9    | LAO Nanthavat Khentanone  | 11.67     | Recorde pessoal | FC |
| 25      | 3       | 5    | RSA Ronald Rakaku         | 11.72     |                 | FC |
| 26      | 4       | 4    | MRI Jean Daniel Lozereau  | 11.76     |                 | FC |
| 27      | 4       | 5    | KIR Kimwaua Makin         | 11.77     | Recorde pessoal | FD |
| 28      | 2       | 4    | ANG Venancio Caculama     | 12.00     | Recorde pessoal | FD |
| 29      | 3       | 8    | HAI Christian Charles     | 12.01     |                 | FD |
| 30      | 2       | 6    | ASA Faresa Kapisi         | 12.03     |                 | FD |
| 31      | 3       | 4    | ARU Reginald Koc          | 12.10     |                 | FD |
| 32      | 1       | 3    | MTN Cheikh Beya           | 14.29     |                 | FD |
| 33      | 2       | 3    | MDV Hussain Fahumee       | 26.89     |                 | FD |

## Final
Final A
A principal final ocorreu dia 23 de agosto às 21:20. 
| Posição           | Posição final | Raia | Atleta                | Resultado | Notas |
| ----------------- | ------------- | ---- | --------------------- | --------- | ----- |
| Medalha de ouro   | 1             | 7    | ZAM Sydney Siame      | 10.56     |       |
| Medalha de prata  | 2             | 4    | JPN Kenta Oshima      | 10.57     |       |
| Medalha de bronze | 3             | 6    | AUS Trae Williams     | 10.60     |       |
| 4                 | 4             | 9    | ESP Aitor Same Ekobo  | 10.71     | =     |
| 5                 | 5             | 1    | KUW Meshaal Almutairi | 10.80     |       |
| 5                 | 5             | 2    | DEN Kristoffer Hari   | 10.80     |       |
| 7                 | 7             | 3    | VEN Josneyber Ramírez | 10.82     |       |
| 8                 | 8             | 8    | BAH Tyler Bowe        | 10.96     |       |
| 9                 | 99            | 3    | JAM Raheem Chambers   | DNS       |       |

Final B
| Posição | Posição final | Raia | Atleta                    | Resultado | Notas |
| ------- | ------------- | ---- | ------------------------- | --------- | ----- |
| 1       | 9             | 4    | TPE Cheng Po-yu           | 10.83     |       |
| 2       | 10            | 7    | PAN Arturo Deliser        | 10.91     | =     |
| 3       | 11            | 5    | GAM Alieu Joof            | 10.96     |       |
| 4       | 12            | 6    | ARG Daniel Londero        | 11.02     |       |
| 5       | 13            | 8    | COL Sergio Adrián Becerra | 11.11     |       |
| 6       | 14            | 1    | LCA Dius Clauzema         | 11.19     | PB    |
| 7       | 15            | 2    | MLI Sekou Traore          | 11.20     |       |
| 8       | 16            | 3    | LES Lekhotso Letlala      | 11.22     |       |
| 9       | 17            | 9    | FIJ Keasi Naidroka        | 11.44     |       |

Final C
| Posição | Posição final | Raia | Atleta                   | Resultado | Notas           |
| ------- | ------------- | ---- | ------------------------ | --------- | --------------- |
| 1       | 18            | 5    | USA Jeffrey Uzzell       | 11.04     |                 |
| 2       | 19            | 4    | BRN Mohamed Saad Ghali   | 11.27     |                 |
| 3       | 20            | 6    | BEN Moussa Abdoulaye     | 11.43     | Recorde pessoal |
| 4       | 21            | 8    | GUI Cheick Camara        | 11.48     |                 |
| 5       | 22            | 9    | LAO Nanthavat Khentanone | 11.79     |                 |
| 6       | 99            | 7    | PLW Gwynn Uehara         | DNS       |                 |
| 6       | 99            | 2    | MRI Jean Daniel Lozereau | DNS       |                 |
| 6       | 99            | 3    | RSA Ronald Rakaku        | DNS       |                 |

Final D
| Posição | Posição final | Raia | Atleta                | Resultado | Notas |
| ------- | ------------- | ---- | --------------------- | --------- | ----- |
| 1       | 23            | 5    | ANG Venancio Caculama | 12.00     |       |
| 2       | 99            | 6    | HAI Christian Charles | DNS       |       |
| 2       | 99            | 7    | ARU Reginald Koc      | DNS       |       |
| 2       | 99            | 8    | MTN Cheikh Beya       | DNS       |       |
| 2       | 99            | 2    | MDV Hussain Fahumee   | DNS       |       |
| 2       | 99            | 3    | KIR Kimwaua Makin     | DNS       |       |
| 2       | 99            | 4    | ASA Faresa Kapisi     | DNS       |       |

Legenda
| Recorde mundial      | Recorde mundial (World record)               |                       | Recorde africano                      | Recorde africano (African) |                                           | Q | Classificado por posição (Qualified) |
| Recorde olímpico     | Recorde olímpico (Olympic record)            | Recorde da América    | Recorde da América (Americas)         | q                          | Classificado por melhor tempo (Qualified) |   |                                      |
| Melhor marca do ano  | Melhor marca do ano (World leading)          | Recorde asiático      | Recorde asiático (Asian)              | DNS                        | Não largou (Did not start)                |   |                                      |
| Recorde nacional     | Recorde nacional (National record)           | Recorde europeu       | Recorde europeu (European)            | DNF                        | Não terminou (Did not finish)             |   |                                      |
| Recorde pessoal      | Recorde pessoal do atleta (Personal best)    | Recorde da Oceania    | Recorde da Oceania (Oceania)          | DSQ / DQ                   | Desclassificado (Disqualified)            |   |                                      |
| Recorde da temporada | Recorde da temporada do atleta (Season best) | Recorde sul-americano | Recorde sul-americano (South America) | NM                         | Sem marca (No mark)                       |   |                                      |